# Aphanoascus foetidus
Aphanoascus foetidus är en svampart som först beskrevs av Apinis & B.M. Clark, och fick sitt nu gällande namn av Cano & Guarro 2002. Aphanoascus foetidus ingår i släktet Aphanoascus och familjen Onygenaceae.   Inga underarter finns listade i Catalogue of Life.